# 寒川町立南小学校
寒川町立南小学校（さむかわちょうりつ みなみしょうがっこう）は、神奈川県高座郡寒川町一之宮9丁目にある公立小学校。寒川町内の学校では、最も歴史が新しい。

## 沿革
（沿革節の主要な出典は公式サイト）
- 1989年（平成元年）10月21日 - 建設用地を現在地に決定。
- 1992年（平成4年）
  - 1月16日 - 「寒川町立第5小学校」(仮称)建設委員会設置。
  - 7月29日 - 校舎起工式。
- 1994年（平成6年）
  - 1月28日 - 校章決定。
  - 3月4日 - 外構工事完了。
  - 4月1日 - 開校[2]。教職員着任。
  - 4月2日 - 「寒川町立南小学校」として、開校式挙行。
  - 4月5日 - 第1回入学式・始業式挙行。
  - 6月26日 - 開校記念日制定。
- 1995年（平成7年）
  - 2月15日 - 鉄棒工事完了。
  - 2月28日 - 校歌発表会。
  - 3月18日 - 第1回卒業式挙行。
  - 3月28日 - プール工事完了。
- 1996年（平成8年）9月8日 - 病原性大腸菌O-157対策で、給食調理場にエアタオル設置。
- 1997年（平成9年）1月21日 - グランドの陸上用砂場完成。
- 1999年（平成11年）5月28日 - 雲梯完成。
- 2000年（平成12年）1月16日 - ブランコが寄贈される。
- 2001年（平成13年）6月28日 - 登り棒設置。
- 2002年（平成14年）
  - 9月1日 - コンピューター設置し、使用開始。
  - 9月7日 - 門扉工事完了。
- 2002年（平成14年）
  - 1月18日 - 非常階段防護柵と教室転落防止柵の設置。
  - 3月6日 - 10周年記念として、ヤマモモとモクレンの記念植樹を行う。
- 2003年（平成15年）6月25日 - 創立10周年記念式典挙行。
- 2012年（平成24年）6月 - 各教室と特別教室に扇風機を設置。
- 2013年（平成25年）
  - 8月 - 西棟トイレの一部を洋式化。
  - 11月22日 - 創立20周年記念式典挙行。
- 2014年（平成26年）8月31日 - 体育館耐震工事・照明LED化完成。
- 2016年（平成28年）
  - 3月1日 - 学童クラブ施設移転。畑を南側に拡張。
  - 4月5日 - 特別支援学級（たけのこ級）自閉・情緒級開設。
- 2017年（平成29年）4月1日 - 特別支援学級（たけのこ級）知的級開設。
- 2019年（平成31年）3月27日 - プール塗装工事完了。

## 学校教育目標
出典
「共に学び 助け合い みんな いきいきと」
〜笑顔輝く心身ともに健康な みなみの子〜

## 学区
出典
- 一之宮1丁目（全域）
- 一之宮8丁目（1番地～ 3番地・5番地・12番地～20番地）
- 一之宮9丁目（全域）
- 田端（全域）
- 中瀬（全域）
- 大曲1丁目（全域）
- 大曲2丁目（全域）
- 大曲3丁目（全域）
- 大曲4丁目（全域）
- 宮山（1843番地～1846番地、1849番地～1863番地、1873番地～1900番地、1908番地～1941番地、1989番地、2007番地～2040番地、2051番地(1号・8号・9号)、2052番地～2084番地、2088番地(1号・5号)、2092番地1号、2100番地(1号・5号・9号)、2101番地～2105番地、2109番地～2135番地、2139番地、2161番地、2182番地、2183番地、2242番地～2247番地、2252番地～2254番地、2257番地、2260番地～2288番地、2303番地(1号・4号)、2304番地(1号・4号)、2333番地、2334番地、2338番地、3498番地6号、3508番地、4852番地、4855番地2号、4893番地）

## 主な進学先
出典
- 寒川町立寒川中学校
- 寒川町立寒川東中学校

## 交通
- JR相模線寒川駅から、
  - 寒川町コミュニティバス南ルートで6分、｢南部福祉会館前」バス停下車後、徒歩。　
  - 徒歩で約850m・約14分。
- JR茅ケ崎駅から神奈川中央交通「茅41」・「茅45」のバスで、「寒川高校前」バス停か、「寒川十字路」バス停下車後、徒歩。
- 圏央道寒川南ICから、車で約1.9km・約3分。

## 周辺
- 神奈川県立寒川高等学校 - 敷地が隣接。
- 神奈川県道45号丸子中山茅ヶ崎線